# 约翰·阿博特

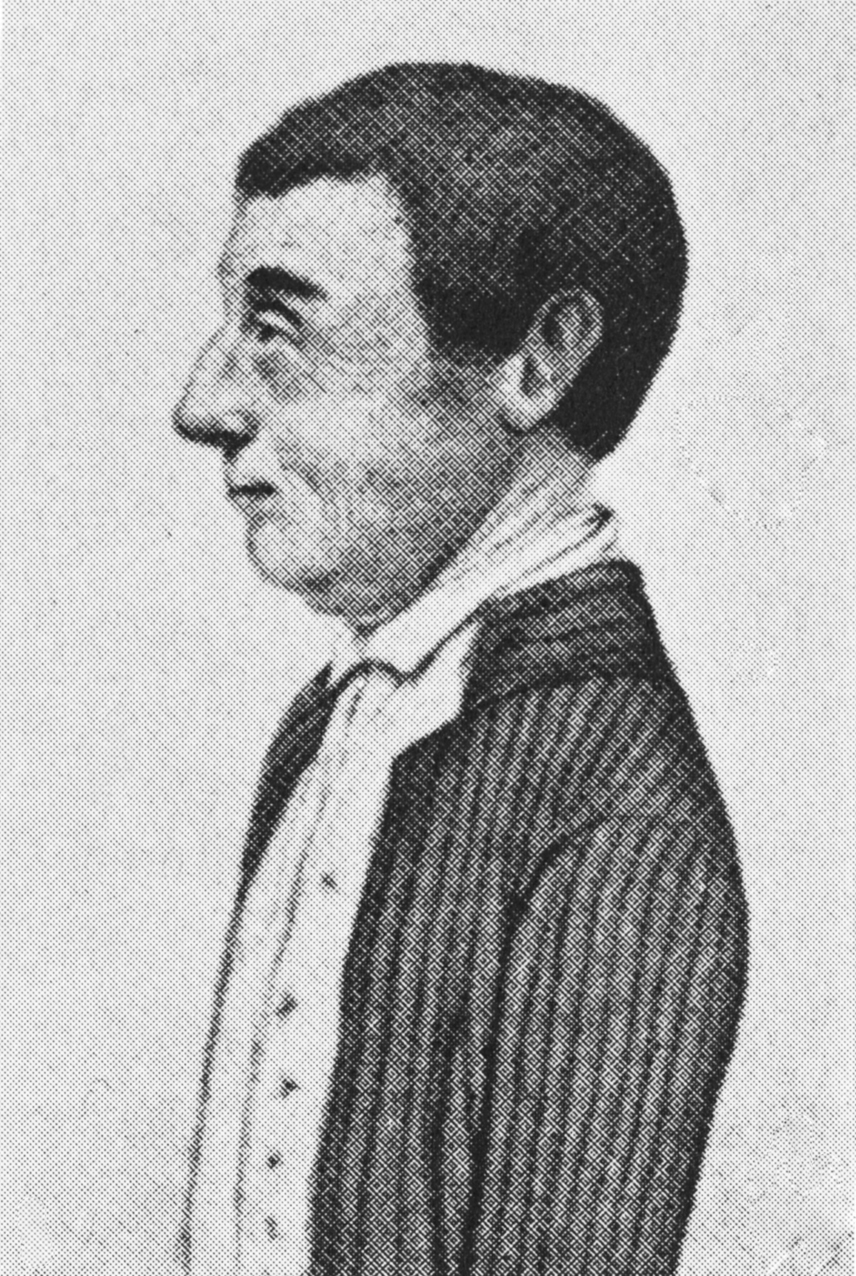

约翰·阿博特（John Abbot，1751年5月31日—1840年12月）生於倫敦，美国昆虫学家、鸟类学家。逝世於佐治亚州布洛克县。